# Ramazzottius oberhaeuseri
Ramazzottius oberhaeuseri is een soort in de taxonomische indeling van de beerdiertjes (Tardigrada).
Het diertje behoort tot het geslacht Ramazzottius en behoort tot de familie Hypsibiidae. De wetenschappelijke naam van de soort werd voor het eerst geldig gepubliceerd in 1840 door Doyère.